# Elecciones parlamentarias de Maldivas de 1999
Las elecciones parlamentarias se llevaron a cabo en Maldivas el 19 de noviembre de 1999. En ese momento, estaba prohibido fundar partidos políticos y por lo tanto, los 127 candidatos para los 42 escaños del Majlis de las Maldivas se presentaron como independientes. 35 apoyaron al gobierno de Maumoon Abdul Gayoom, y 7 apoyaron a la oposición política. La participación fue del 77.4%.

## Resultados
| Grupo                       | %    | Escaños |
| --------------------------- | ---- | ------- |
| Gobierno                    | 84.3 | 35      |
| Oposición                   | 16.7 | 7       |
| Nombrados por el presidente | -    | 8       |
| Source: IPU                 |      |         |